# DJ RPM
DJ RPM (bürgerlich Alexander Zemanek) ist ein österreichisch-deutscher DJ und Musikproduzent im Bereich der kommerziellen elektronischen Tanzmusik. Besser bekannt durch das Cover des Songs der Band 740 Boyz Shimmy Shake Bring That Beat (Shimmy Shake) und die Single Pussy Pussy. Fast alle seine Songs schafften es in die Charts.

## Karriere
1996 begann er unter dem Pseudonym DJ R.P.M. mit der Veröffentlichung der Single Get On It auf dem Label Sub-Zero Records. Dann begann er, Songs zu remixen, und erst 2001 veröffentlichte er die nächste Single, Pussy Pussy. Er landete damit in den österreichischen Charts auf Platz 55. Nachdem er seinen ersten Erfolg hatte, veröffentlichte er ein Cover für ein Lied der englischen Band 740 Boyz Shimmy Shake – Bring That Beat (Shimmy Shake) und kam damit auf Platz 52. In 2002 veröffentlichte er seine nächste Single, Poppin’ Da Bazz. Er belegte damit den besten Platz in den Charts in seiner gesamten Karriere als Musiker – 47. Im selben Jahr veröffentlichte er eine weitere Single, I’m Here To Drop One. 2003 erschien seine letzte Single, Yo Hey! The Bass, die auch in die Charts kam. Er erschien oft in Sammlungen von Kazanova Records, wie „Speed Durst“, „Dance Durst“, „Dance Attack“, in den Sammlungen XXXL 7 und XXXL 9, der Harlekin-Disco. Er war mit Stee Wee Bee und den Teilnehmern von Cosmic Gate befreundet.

## Diskografie

### Singles
- 1996: Get On It
- 2001: Pussy Pussy
- 2001: Bring That Beat (Shimmy Shake)
- 2002: Poppin’ Da Bazz
- 2002: I’m Here To Drop One
- 2003: Yo Hey! The Bass

### Remixes
- Pikko – Bomb Da Bass (DJ R.P.M. Remix)
- Orgasmo – House 6 (DJ R.P.M. Remix)
- Orgasmo – Orgasmo Beats (R.P.M. Remix)
- Orgasmo – Sex 4 Money (DJ R.P.M. Remix)
- Orgasmo – House S6X We Are Back (DJ R.P.M. Remix)